# Yemane Tsegay
Yemane Tsegay (ur. 8 kwietnia 1985) – etiopski lekkoatleta specjalizujący się w biegach długodystansowych.
Podczas lekkoatletycznych mistrzostw świata zajmował w biegu maratońskim czwarte miejsce w 2009, ósme w 2013 oraz zdobył srebrny medal w 2015. 
Jego żoną jest Abeba Aregawi. 
Rekord życiowy: 2:04:48 (15 kwietnia 2012), jest to 17. wynik w historii światowej lekkoatletyki. 

## Osiągnięcia
| Rok  | Impreza            | Miejsce | Konkurencja | Lokata     | Wynik   |
| ---- | ------------------ | ------- | ----------- | ---------- | ------- |
| 2009 | Mistrzostwa świata | Berlin  | maraton     | 4. miejsce | 2:08:42 |
| 2013 | Mistrzostwa świata | Moskwa  | maraton     | 8. miejsce | 2:11:43 |
| 2015 | Mistrzostwa świata | Pekin   | maraton     | 2. miejsce | 2:13:07 |